# Gaius Mammius Salutaris
Gaius Mammius Salutaris (vollständige Namensform Gaius Mammius Gai filius Palatina Salutaris) war ein im 1. und 2. Jahrhundert n. Chr. lebender Angehöriger des römischen Ritterstandes (Eques).
Durch ein Militärdiplom ist belegt, dass Salutaris 101 Kommandeur der Cohors I Flavia Hispanorum milliaria war, die zu diesem Zeitpunkt in der Provinz Moesia superior stationiert war. Salutaris war in der Tribus Palatina eingeschrieben und stammte vermutlich aus Rom.